# Харъюган (приток Кемпажа)
Харъюган (устар. Хар-Юган) — река в Берёзовском районе Ханты-Мансийского автономного округа. Устье реки находится в 225 км по левому берегу реки Кемпаж. Длина реки составляет 122 км, площадь водосборного бассейна — 1220 км².
Высота истока — 146,3 м над уровнем моря.

## Притоки
(км от устья)
- 12 км: Паксаёган (пр)
- 20 км: Сюльюган (лв)
- 26 км: Хапкынгсоим (пр)
- 33 км: Керъёган (лв)
- 65 км: Харсоим (лв)
- Турингсоим (пр)
- Калангсоим (лв)

## Данные водного реестра
По данным государственного водного реестра России относится к Нижнеобскому бассейновому округу, водохозяйственный участок реки — Северная Сосьва, речной подбассейн реки — Северная Сосьва. Речной бассейн реки — (Нижняя) Обь от впадения Иртыша.
По данным геоинформационной системы водохозяйственного районирования территории РФ, подготовленной Федеральным агентством водных ресурсов код водного объекта — 15020200112115300027155.